# Adelaide River (ort)
Adelaide River är en ort i Australien. Den ligger i kommunen Coomalie och territoriet Northern Territory, omkring 91 kilometer söder om territoriets huvudstad Darwin.
Trakten runt Adelaide River är nära nog obefolkad, med mindre än två invånare per kvadratkilometer.. 
Omgivningarna runt Adelaide River är huvudsakligen savann. Genomsnittlig årsnederbörd är 1 646 millimeter. Den regnigaste månaden är januari, med i genomsnitt 396 mm nederbörd, och den torraste är augusti, med 1 mm nederbörd.